# Kapuzinerbach
Der Kapuzinerbach ist ein Bach im baden-württembergischen Ortenaukreis und ein südöstlicher und rechter Zufluss der Elz. Zusammen mit seinen Oberlauf Altdorfer Dorfbach und dessen Hauptquellbach Schmieheimer Dorfbach ist sein Gesamtstrang knapp fünfzehn Kilometer lang.

## Geographie

### Quellbäche

#### Schmieheimer Dorfbach
Der Schmieheimer Dorfbach ist der etwa zwei Kilometer lange, nordöstliche und rechte Quellbach. Er liegt auf dem hydrologischen Hauptstrang.
Der Schmieheimer Dorfbach entspringt am westlichen Rande des Schwarzwalds auf einer Höhe von 390 m ü. NHN östlich von Kippenheim-Schmieheim in einem Nadelwald am westlichen Fuße des bis 424,9 m hohen Sandbühls.
Er fließt zunächst in einem Bogen zwischen dem Fronholz-Wald im Süden und dem Affenberg im Norden erst westnordwestwärts und dann westsüdwestwärts durch das Biotop Klinge südlich Affenberg. Er passiert dann das Dorf Schmieheim und fließt danach südwestlich des Dorfs in der Nähe einer Nasswiese mit dem Anderen Bach zum Altdorfer Dorfbach zusammen.

#### Anderer Bach
Der Andere Bach ist der etwa anderthalb Kilometer lange östliche und linke Quellbach und ist hydrologisch gesehen ein Nebenstrang des Kapuzinerbachs.
Der Andere Bach entsteht aus drei Quellästen. Sein Hauptquellast trägt die Bezeichnung Buchgraben. Dieser entspringt auf einer Höhe von 339 m in einem Mischwald südwestlich von Schmieheim unter dem Sattel Heidenkopf zwischen den Schwarzwald-Randbergen Sandbühl im Norden und Hochtal im Süden. Er fließt zunächst in westnordwestlicher Richtung durch den Wald und nimmt dann gut einen halben Kilometer bachabwärts den von Süden kommenden zweiten Quellast auf, der sich aus dem längsten Quellast vom Westhang des Hochtals und dem Abfluss des ziefer am Hang liegenden Hubertusbrunnens gebildet hat. Noch mit dem Namen Buchgraben fließt der vereinte Bach nun knapp zweihundert Meter durch das Biotop Buchgraben südlich Schmieheim nach Norden und wird dann auf seiner rechten Seite von dem dritten aus dem Osten kommenden Quellast gestärkt, der dem Waldrand folgt. Ab dort wird der Strang nun Anderer Bach genannt.
Dieser läuft nun auf fast westlichen Kurs am Südrand des Dorfes entlang, trennt dabei die Sportanlagen vom Wohngebiet und vereinigt sich dann mit dem Schmieheimer Dorfbach zum Altdorfer Dorfbach.

### Verlauf

#### Altdorfer Dorfbach
Der Altdorfer Dorfbach unterquert sogleich die K 5342 und fließt dann, begleitet von einem Gehölzstreifen, an deren westlicher Seite entlang, zwischen dem Galgenberg rechts und dem Jüdischen Verbandsfriedhof Schmieheim links am Hangsporn Schwabshalden. Er läuft dann südwestwärts erst durch ein Schilfröhricht und danach durch die Felder und Wiesen der Flur Riedacker, entlang der Nordwestseite der Start- und Landebahn des Flugplatzes Altdorf-Wallburg. Kurz oberhalb der Landebahn zweigt nach links ein Seitenarm ab, der dann knapp zwei Kilometer weiter abwärts westlich der Gebäude des Reit- und Fahrvereins St. Landelin e. V. bei einem Erlen-Feldgehölz wieder zurückfließt. Der Bach läuft von da an westwärts und teilweise unterirdisch verrohrt durch den Ettenheimer Ortsteil Altdorf, unterquert dabei die B 3 und wendet sich dann auf Nordlauf. Am Dorfausgang fließt er östlich an den örtlichen Sportplätzen vorbei durch die Flur Süße Matten und nimmt dann auf seiner linken Seite den vergleichsweise kurzen Mattengraben auf. Ab dort wechselt der Altdorfer Dorfbach seine Bezeichnung und heißt nunmehr Kapuzinerbach.

#### Kapuzinerbach

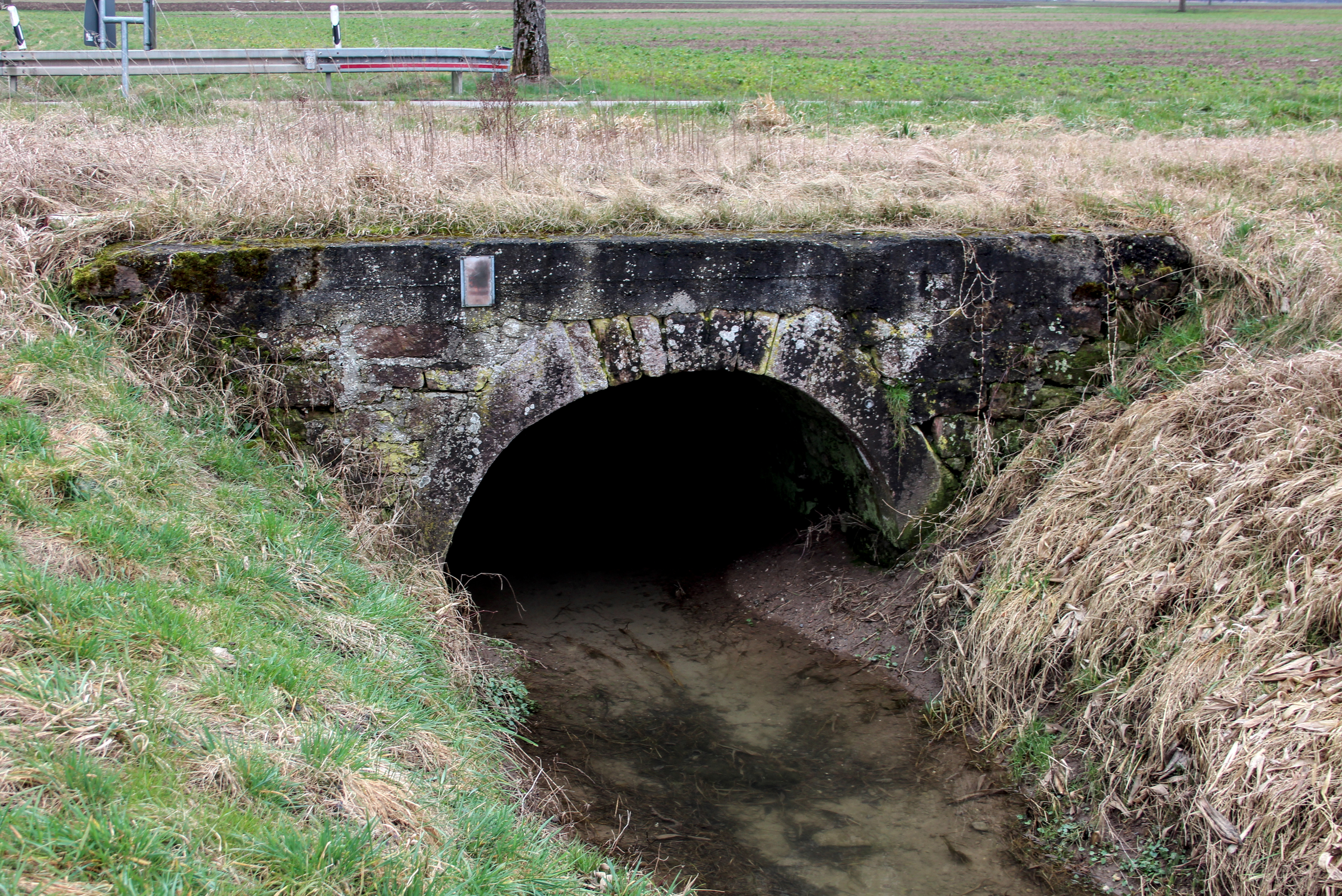
Brücke der L 104 über den Kapuzinerbach nördlich von Kappel-Grafenhausen

Der Kapuzinerbach, manchmal auch Kapuzinergraben, fließt zunächst weiter in Richtung Norden und wird dann bei der Flur Pfarrfeldele auf seiner rechten Seite vom aus dem Ostsüdosten kommenden Riedgraben gespeist. Der Kapuzinerbach fließt nun nordwestwärts durch den südwestlichen Teil der Kleinstadt Mahlberg und nimmt am westlichen Ortsausgang auf seiner linken Seite den etwa der Siedlungsgrenze folgenden St. Andreas-Graben auf. Der Kapuzinerbach läuft nun beständig westnordwestwärts durch Felder und Wiesen, quert dabei die Rheintalbahn und etwas später die A 5/E 35. Südwestlich der Allmendhöfe in der Flur Pfeifensack fließt ihm auf der linken Seite der (Grafenhausener) Dorfgraben, ein rechter Abzweig des Nachbargewässers Ettenbachs im Süden. Der Kapuzinerbach läuft dann durch die Flur Neumatt und daraufhin am Südwestrand des Ellenbogenwaldes entlang.  In der Flur Trisloch stärkt ihn gegenüber einer rechts liegenden Kläranlage noch ein oberhalb von der Elz anzweigender Umleitungskanal.
Der Kapuzinerbach mündet schließlich auf etwa 158 m im Rheinauenwald Breitsand wenig vor dem äußeren Hochwasserdamm des Stromes von rechts in die dort nahe dem Rhein laufende Elz.

### Einzugsgebiet
Das Einzugsgebiet des Kapuzinerbachs ist 24,1 km² groß und liegt mit seinem oberen Teil, naturräumlich gesehen, im Teilraum Mittlerer Schwarzwald des Schwarzwaldes, mit dem westlichen im Teilraum Lahr-Emmendinger Vorberge der zur Oberrheinischen Tiefebene gehörenden Offenburger Rheinebene. Es wird über die Elz und den Rhein zur Nordsee entwässert.
Reihum grenzen die Einzugsgebiete der folgenden Nachbargewässer an:
- im Osten liegt das Quellgebiet des Sulzbachs, der zur Schutter fließt
- im Süden entwässert der Ettenbach teils über seine rechten Zuflüsse das anliegende Gebiet
- im Norden konkurriert die Schutter, längstenteils über ihren großen linken Zufluss Unditz.

### Zuflüsse
- Schmieheimer Dorfbach (rechter Quellbach), 2,1 km
- Anderer Bach (linker Quellbach), 0,8 km (mit Buchgraben 1,5 km)
- Mattengraben (links), 1,1 km
- Riedgraben (rechts), 2,4 km
- St. Andreas-Graben (links), 0,7 km
- (Grafenhausener) Dorfgraben (links), 2,8 km
- Umleitungskanal (rechts der Elz) (links), 1,8 km